# Corythalia diffusa
Corythalia diffusa är en spindelart som beskrevs av Chamberlin, Ivie 1936. Corythalia diffusa ingår i släktet Corythalia och familjen hoppspindlar. Inga underarter finns listade i Catalogue of Life.